# Смирнов, Владимир Иванович (информатик)
Владимир Иванович Смирнов (1930—2021) — разработчик вычислительной техники, дважды лауреат Государственной премии СССР (1969, 1982).

## Биография
Родился в селе Борок Советского района Кировской области 28 декабря 1930 года в семье служащих. В 1931 году переехал с родителями в Яранск, там окончил среднюю школу. Затем учился в МЭИ по специальности инженер-электромеханик.
С 1953 года в Институте точной механики и вычислительной техники АН СССР (РАН), с 1967 года начальник отдела, с 1970 года заведующий лабораторией 1-3 (по состоянию на 2006 год  занимал эту должность).
Участвовал в разработке высокопроизводительной и универсальной вычислительной машины БЭСМ-6, за что в 1969 году в составе авторского коллектива получил Государственную премию СССР. Предложил формульное описание узлов и устройств ЭВМ, что значительно ускорило её проектирование.
С 1970 года принимал участие в создании информационно-вычислительной системы АС-6, за разработку которой в 1982 году была присуждена Государственная премия СССР.